# Madagaskarrallhäger
Madagaskarrallhäger (Ardeola idae) är en fågel i familjen hägrar inom ordningen pelikanfåglar.

## Utseende

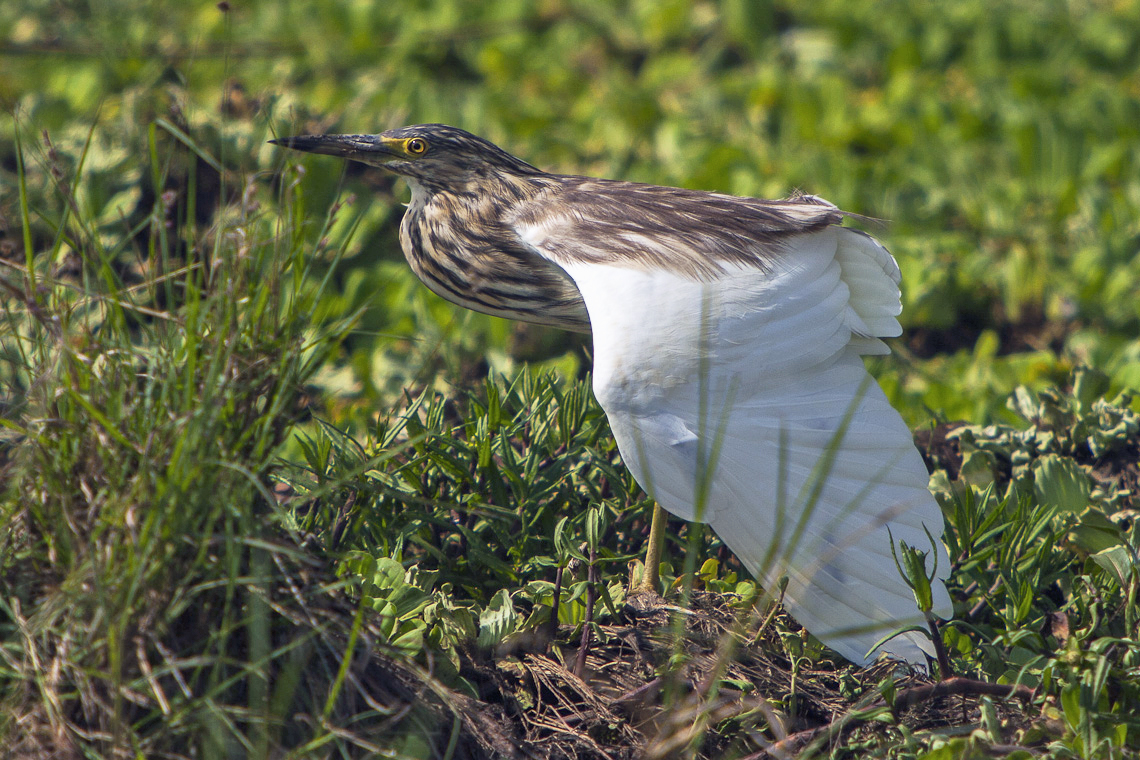
Madagaskarrallhäger övervintrande i Kenya.

Madagaskarrallhägern är en liten vit häger, 45–48 cm. I häckningsdräkt är den helvit med lång tofs och plymer från skapularerna samt med mörkspetsat blå näbb. Benen är rödaktiga. Utanför häckningstid har den en mörkbrun hätta och är lika mörkbrunt strimmig på manteln och undersidan. Den hittas ensam eller i smågrupper, ofta tillsammans med rallhägrar eller andra hägrar.

## Läten
Lätet beskrivs som ett "krruk", mer högljutt och grövre och mindre gällt än rallhägern.

## Utbredning och systematik
Fågeln häckar på Madagaskar, Aldabra i Seychellerna, Mayotte och Europa. Den behandlas som monotypisk, det vill säga att den inte delas in i några underarter.

## Levnadssätt
Madagaskarrallhägern bebor sötvattensvåtmarker, framför allt grunda områden kantade av vegetation och träd. Vintertid rör den sig till Centralafrika och Östafrika. Där hittas den framför allt i risfält och utmed små vattendrag, även i skogsmark. Den lever av fisk, insekter, grodor och småreptiler som geckoödlor.

### Häckning
På Madagaskar häckar den vid gräsbevuxna våtmarker, dammar, diken och risfält, ofta nära träd och buskar. På Aldabra häckar den i mangroveträsk och på lagunstränder, ibland även långt från vatten.
Häckning sker mellan oktober och mars, framför allt med starten av regnsäsongen i november och december. Den häckar i kolonier, historiskt i upp till 1 000 par, ofta tillsammans med andra hägerarter. Boet placeras 0,5–4 meter över marken. När den häckar tillsammans med rallhägern tenderar madagaskarrallhägern att bo högre upp. Den lägger tre ägg som den ruvar i 20 dagar, och från att ungen är fyra veckor gammal kan den söka föda på egen hand.

## Status
Världspopulationen uppskattas till endast 2 000–6 000 individer. På Madagaskar är den vida utbredd, men överallt ovanlig. I södra delen är den sällsynt. De senaste 50 åren har den minskat i antal och på grund av exploatering vid häckningskolonierna tros det fortsätta. Internationella naturvårdsunionen IUCN kategoriserar därför arten som starkt hotad.

## Namn
Fågelns svenska och vetenskapliga artnamn hedrar Ida Laura Pfeiffer (1797–1858), österrikisk resenär och författare.